# اثر آبگریز

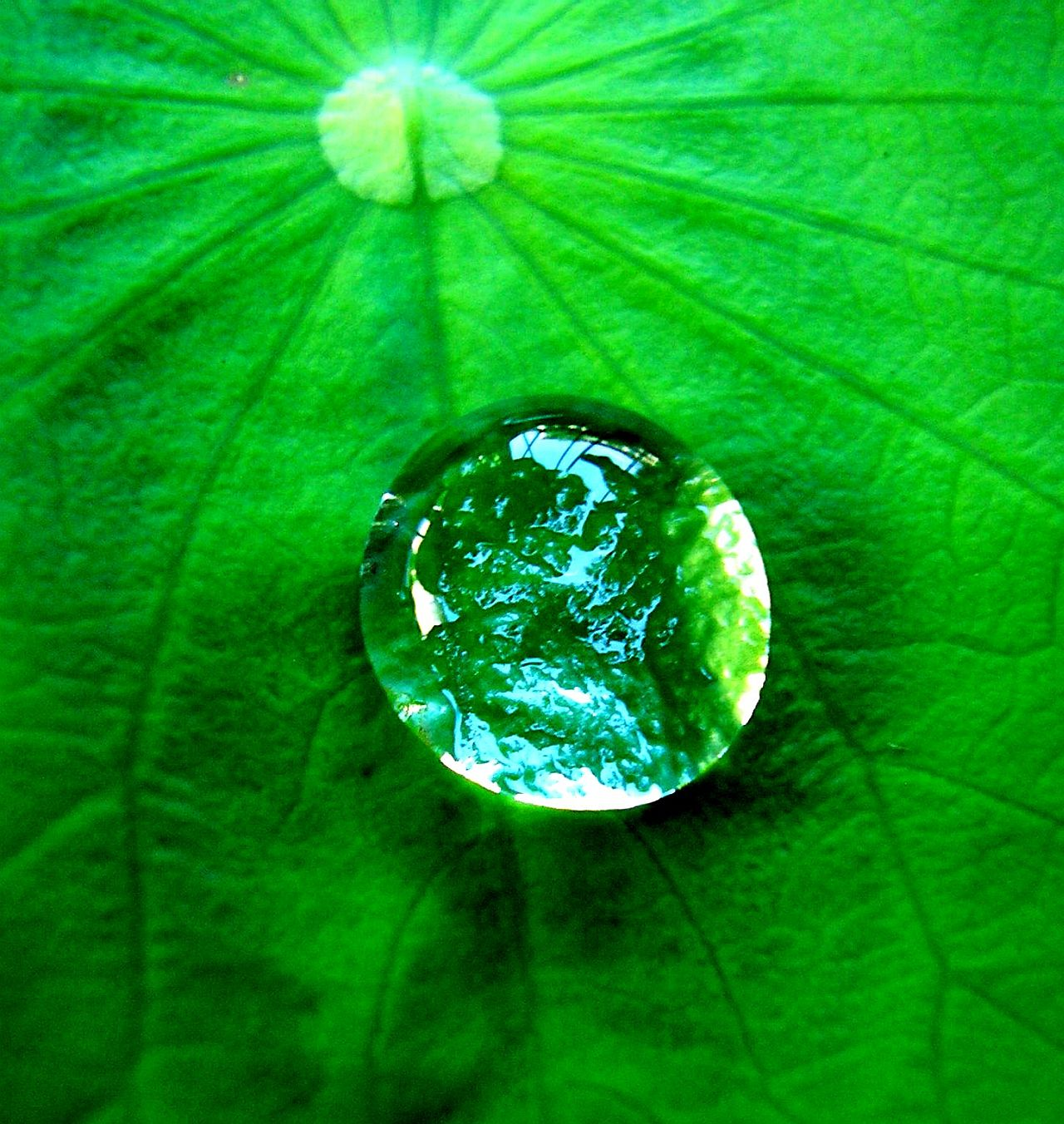
یک قطره آب شکل کروی تشکیل می‌دهد و تماس با برگ آبگریز را به حداقل می‌رساند.

اثر آبگریز گرایش مشاهده شده از مواد غیر قطبی برای تجمع در محلول آبی و حذف مولکول‌های آب است. کلمه آبگریز به معنای واقعی کلمه به معنای «ترس از آب» است و تفکیک آب و مواد غیر قطبی را توصیف می‌کند، که پیوند هیدروژن را بین مولکول‌های آب به حداکثر می‌رساند و سطح تماس بین آب و مولکول‌های غیر قطبی را به حداقل می‌رساند. از نظر ترمودینامیک، اثر آبگریز تغییر انرژی آزاد آب در اطراف یک املاح است. تغییر مثبت انرژی آزاد از حلال اطراف، آبگریز بودن را نشان می‌دهد، در حالی که یک تغییر منفی انرژی آزاد دلالت بر آبگریزی دارد.
اثر آبگریز دلیل جداسازی مخلوط روغن و آب به دو جزء است. این اثر همچنین دارای اثرات مرتبط با زیست‌شناسی، از جمله: غشای سلولی و تشکیل وزیکول، تاشدگی پروتئین، قرار دادن پروتئین‌های پوسته‌ای در محیط چربی غیر قطبی و تجمع مولکول کوچک پروتئین است. از این رو اثر آبگریز برای زندگی ضروری است. موادی که این اثر در آن مشاهده شده‌است به عنوان آبگریز شناخته می‌شوند.